# 第三代巴克盧公爵亨利·斯科特

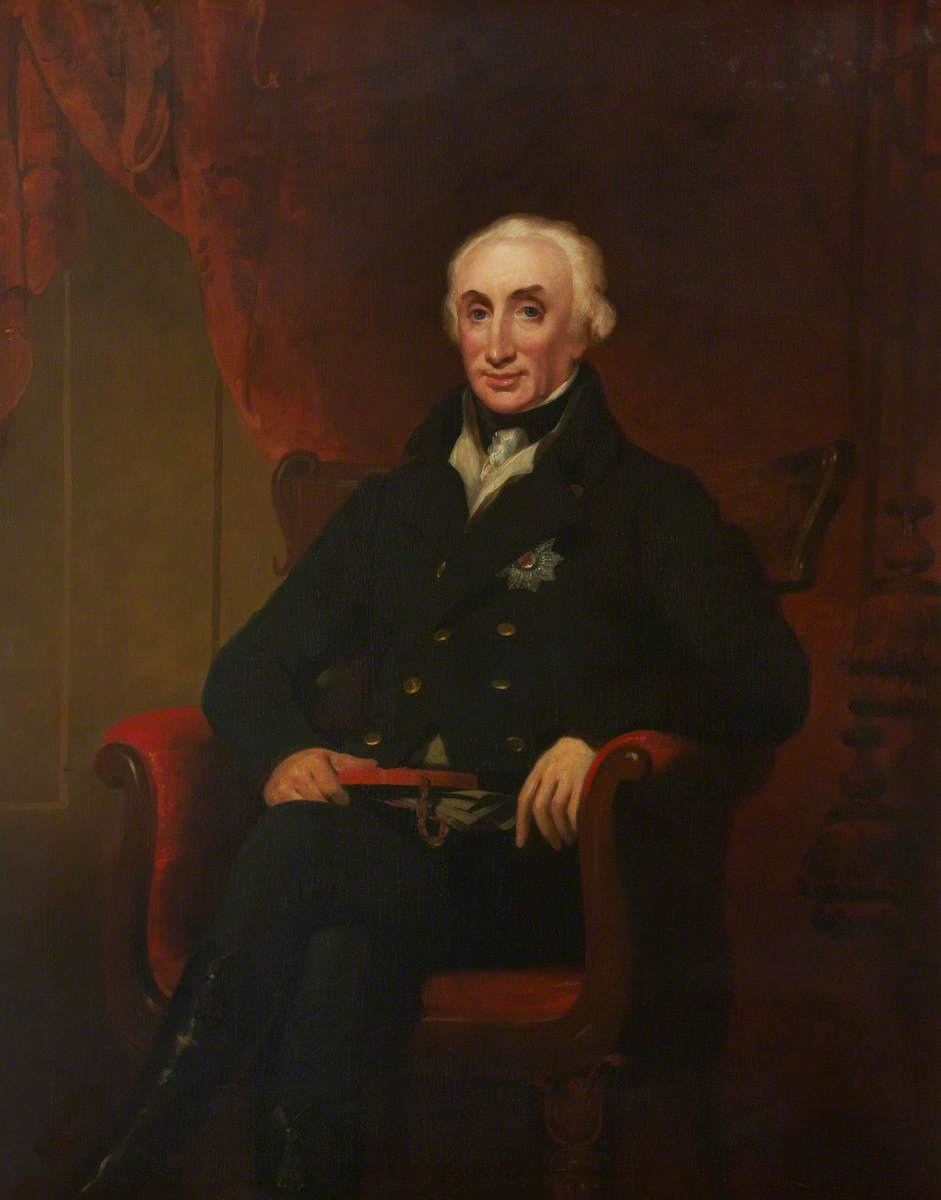
第三代巴克卢公爵亨利·斯科特

第三代巴克盧公爵亨利·斯科特（英語：Henry Scott, 3rd Duke of Buccleuch，1746年9月2日—1812年1月11日），1810年後亦為（第五代）昆斯伯里公爵，是英国的一位贵族，英国财政大臣查尔斯·汤森的继子，师从著名经济学家亚当·斯密。爱丁堡皇家学会首任会长。